# الجيش الإيطالي الثاني
الجيش الإيطالي الثاني جيش ميداني في الحرب العالمية الأولى والحرب العالمية الثانية.

## الحرب العالمية الأولى

### القادة
- الجنرال بيترو فروجوني (مايو 1915 - يونيو 1916)
- الجنرال سيتميو بياسينتيني (يوليو 1916 - يونيو 1917)
- الجنرال لويجي كابيلو (يونيو 1917 - أكتوبر 1917)
- الجنرال لوكا مونتوري ، مؤقت (أكتوبر 1917)
- الجنرال لويجي كابيلو (أكتوبر - نوفمبر 1917)

## الحرب العالمية الثانية
خلال الحرب العالمية الثانية، كان الجيش الثاني هو الوحدة الكبرى الإيطالية  المكلفة، من عام 1940 إلى عام 1943، بأنشطة السيطرة وحامية الأراضي المحتلة أو المضمومة في مملكة يوغوسلافيا السابقة.

### القادة
- الجنرال فيتوريو أمبروسيو (1940 - يناير 1942)
- الجنرال ماريو رواتا (18 مارس 1942 - يناير 1943)
- الجنرال ماريو روبوتي (فبراير 1943 - يونيو 1945)